# Satz von Brune
Der Satz von Brune, gefunden und im Jahre 1841 veröffentlicht von einem Berliner Rechnungsrat Brune, ist ein Lehrsatz der elementaren Vierecksgeometrie. Der Satz behandelt und beantwortet die Frage, wie ein konvexes Viereck der euklidischen Ebene konstruktiv in vier Teilvierecke identischen Flächeninhalts aufgeteilt werden kann.

## Formulierung des Satzes
Der Satz lässt sich formulieren wie folgt:

Zeichnerische Darstellung

Gegeben sei ein beliebiges konvexes Viereck {\displaystyle ABCD} der euklidischen Ebene. Auf den beiden Diagonalen {\displaystyle AC}  und  {\displaystyle BD} seien  {\displaystyle M} und {\displaystyle N} die beiden Mittelpunkte.
Der Punkt {\displaystyle O} sei im Falle {\displaystyle M=N}, also falls {\displaystyle ABCD} ein Parallelogramm ist, der Punkt {\displaystyle M}, während  {\displaystyle O} im anderen Falle derjenige Schnittpunkt sein möge, welcher sich ergibt, wenn man durch jede der beiden Diagonalenmittelpunkte {\displaystyle M} und {\displaystyle N} die Parallele zur jeweils anderen Diagonalen zieht.
Dann gilt:
Verbindet man den Punkt {\displaystyle O} mit den Mittelpunkten der vier Seiten des Vierecks, so wird das Viereck aufgeteilt in vier Teilvierecke, deren Flächeninhalt jeweils {\displaystyle {\tfrac {1}{4}}} des Flächeninhalts von {\displaystyle ABCD} ausmacht.